# Sarajevo Est
Sarajevo Est, in serbo Источно Сарајево, Istočno Sarajevo, è una città della Bosnia ed Erzegovina situata nella Repubblica Serba a nord-est della capitale Sarajevo. Non fa parte di un'area densamente urbanizzata, anche se ufficialmente è una città, poiché si trova nella parte di Sarajevo che da dopo la guerra fa parte della Repubblica Serba con 64 966 abitanti al censimento 2013.

## Nome
La città era in passato conosciuta come Srpsko Sarajevo (Српско Сарајево, Sarajevo serba), ma la Corte Costituzionale della Bosnia ed Erzegovina permise il cambiamento del nome.

## Municipalità
Le municipalità di Istočno Sarajevo sono:
- Istočna Ilidža
- Istočno Novo Sarajevo (Lukavica)
- Istočni Stari Grad
- Pale
- Sokolac
- Trnovo (parte settentrionale)

## Sport
La squadra locale di calcio, il Fudbalski klub Slavija, gioca in Prva liga Republike Srpske, seconda serie del campionato nazionale.